# Associazione libera
In psicoanalisi, l'associazione libera, o libera associazione, è la tecnica mediante la quale viene chiesto al paziente di riferire tutte le idee e le parole che gli si presentano alla mente, senza compiere nessun tentativo di controllo cosciente su questo materiale. 
Nella iniziale teorizzazione freudiana, la libera associazione consiste nella verbalizzazione dei pensieri, delle emozioni, dei ricordi che fluiscono alla coscienza liberamente, senza vergogna, razionalizzazione e intellettualizzazione. Ciò faciliterebbe il ritorno dell'inconscio rimosso, la rielaborazione e la presa di coscienza (punto basilare, secondo le teorie freudiane, nella soluzione di ansie e nevrosi).
Freud ne L'interpretazione dei sogni descrive la tecnica della libera associazione nei seguenti termini: 
Tramite uno studio delle cose descritte dal paziente e della loro tipologia si auspica di portare alla luce elementi appartenenti a ricordi rimossi che sarebbero causa di nevrosi o altre patologie psichiche.

## Sviluppi del concetto
La memoria psichica non è un dato precostituito. Essa non si ricorda, ma si costruisce e traspare a mano a mano che si svolge il lavoro analitico.
Se si considera il metodo psicoanalitico delle associazioni in questa prospettiva più recente, esso non si risolve più soltanto in una tecnica per “scoprire” l'inconscio. Non è più lo strumento con il quale trovare i ricordi rimossi e nascosti in non ben definite profondità, bensì un processo vitale di assoluta originalità. Nell'attività di associare, sia l'analizzato sia l'analista generano la loro vita ex novo, sono "creativi", "poietici", stabiliscono una relazione fra l'essere e il conoscere. Associare non è quindi un processo di "ri-cognizione" (ri- con il significato di “nuovamente” e cognizione nel senso di conoscenza), cioè di recupero della conoscenza, in senso freudiano: è, invece, vita che si fa, che si genera (poiesi) sul momento.

## Esiti della terapia
L'analisi delle associazioni libere è l'attività che occupa la maggior parte del tempo durante la psicoanalisi. Essa conclude con la scomparsa dei sintomi nevrotici patogeni, che si verifica quando riemergono nella coscienza i traumi psichici e gli impulsi di desiderio infantili rimossi nell'inconscio, che li hanno generati. 
Secondo Freud, gli esiti possibili sono tre:'
1. all'impulso inconscio si sostituisce una condanna cosciente dove, già durante il lavoro analitico, gli impulsi affiorati dall'inconscio all'Io cosciente vengono annientati dall'attività psichica corretta di quelli migliori che ad essi si oppongono. La rimozione era una reazione propria di un Io organizzato in modo parziale e debole, tipicamente infantile; l'Io divenuto maturo e forte è in grado di padroneggiare gli impulsi che prima gli erano ostile;
2. sublimazione: l'energia degli impulsi non viene bloccata, ma viene indirizzata verso una meta più alta, talvolta non di tipo sessuale, dando luogo alle vette migliori della civiltà nei campi dei saperi e dell'arte. La sublimazione è una strada che le pulsioni seguirebbero spontaneamente, senza bisogno dell'analista, se non intervenisse la rimozione; una volta eliminata la rimozione col trattamento analitico, la strada per la sublimazione può essere di nuovo intrapresa;
3. in casi molto rari, dopo un'accettazione parziale o totale da parte dell'Io, gli impulsi infantili vengono parzialmente soddisfatti per quanto ciò risulti deprecabile per la civiltà, l'educazione e la religione.[6]